# 武装党卫队爱沙尼亚雷瓦尔团
武装党卫队爱沙尼亚雷瓦尔团是1944年春，武装党卫队组建的全部兵员都是爱沙尼亚人的团，下辖3个营。该团团长为鲁巴赫（Rubach）少校，其指挥官中还有诺尔古克（Noorkukk）中尉。起初，领导层本想将该团命名为“纳尔瓦”（Narwa）团，但当时已有另一个爱沙尼亚人组成的营使用了这个名字。
雷瓦尔团第1营的兵员基本都来自爱沙尼亚的維爾揚迪縣，营长为阿诺德·普尔（Arnold Purre）上尉。第2营兵员基本都来自派爾努縣，营长为马茨·莫尔德雷（Mats Möldre）上尉。第3营的兵员则来自塔林（又名‘雷瓦尔’）市和塔爾圖縣，营长为帕尔茨（Parts）中尉。
1944年2月13日，该团在兵员受训不足且缺乏武器装备（其中尤为缺乏机枪）的情况下被部署至纳尔瓦前线，在接下来的战斗中损失惨重，苏军的火炮和飞机给该团带来了巨大伤亡。